# The Top
The Top es el quinto álbum de estudio de la banda británica de rock The Cure, publicado en 1984. Al mismo tiempo, The Top es el primer álbum de estudio completo tras Pornography (Japanese Whispers es una compilación de sencillos).

## Antecedentes
Tras componer Pornography, Robert Smith había roto la relación con su colega Simon Gallup, quien dejó el grupo tras una pelea en un bar con Robert. La salida de Gallup supuso un cambio radical en el sonido de la banda. Tan solo unos meses después de grabar el oscuro Pornography, con temas como «One hundred years», «Siamese Twins» o «A Strange Day», Smith grabó un éxito del pop electrónico, «Let's Go to Bed» de carácter marcadamente festivo, con la sola participación de Lol Tolhurst y Steve Goulding como baterista, contratado para las sesiones de grabación. Tras «Let's Go to Bed» llegaría «The Walk», y posteriormente «The Lovecats», que se cuentan entre los más conocidos temas de The Cure. Los tres sencillos (integrados posteriormente en el álbum Japanese Whispers, de carácter pop, marcaron una nueva época en el sonido de The Cure, opuesta al contenido de sus tres anteriores álbumes.[cita requerida]

## Estilo

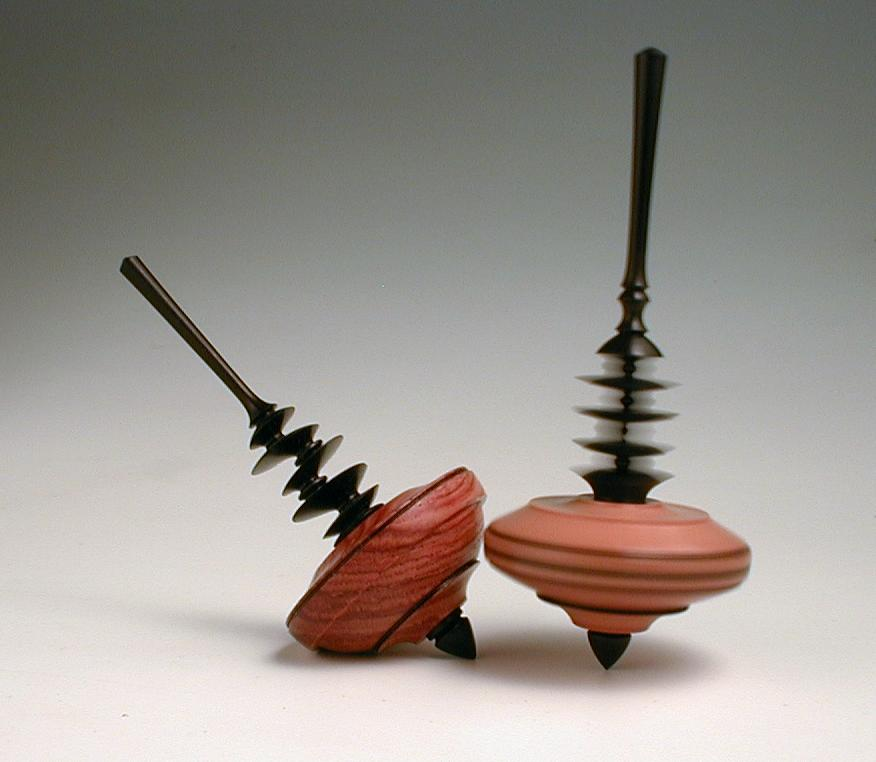
El icono de la peonza (en la imagen) fue el que se utilizó tanto para titular el álbum ("top" puede traducirse en inglés como "peonza") como para ilustrarlo en su contraportada.

The Top continuó la carrera de The Cure por un estilo de neo-psicodelia. Robert Smith hizo algo parecido junto con Steve Severin y Andy Anderson en su anterior álbum Blue Sunshine, único trabajo derivado del supergrupo The Glove.
Al contrario que sus anteriores trabajos, The Top no tuvo una unidad temática clara y fue una mezcla de canciones alegres y vitalistas, características de los sencillos compilados en Japanese Whispers y canciones más apesadumbradas parecidas a algunas de su trilogía oscura. Pero lo que distinguió este álbum en concreto fue el deseo de experimentación de Robert Smith en la colección del álbum. Esta fue una de sus obras más vanguardistas, de clara orientación psicodélica, escasamente valorada dentro de la trayectoria del grupo.[cita requerida]

## Composición
El álbum incluyó el sencillo «Shake Dog Shake», uno de los más interpretados del álbum en los conciertos de la banda. Es la primera vez que Lol Tolhurst figura acreditado como coautor de algunas canciones, aunque Robert Smith fuera el compositor de la gran mayoría de la música del LP. Es el álbum que más se aproximó a un disco en solitario en la historia de la banda. 
The Top fue también el álbum en el que Porl Thompson colaboró primeramente como músico de sesión, el cual grabó el saxofón de «Give Me It» y luego en los directos tocó la guitarra y los teclados. Aunque no fue hasta 1985 con la publicación de The Head on the Door cuando Thompson entró a formar parte oficialmente de la banda.

## Gira
La gira de presentación de The Top se llamó The Top Tour. De enero a mayo de 1984, The Cure estuvo de gira solo por Inglaterra. De mayo a septiembre del mismo año, Robert Smith y compañía estuvieron de gira con el The Top Tour por el resto de Europa donde visitarían ciudades como París, Niza o Glasgow. En esta última ciudad se grabó un concierto histórico para la banda en Barrowland Ballroom (Escocia). De septiembre a noviembre, el tour hizo escala en Oceanía, Japón y Norteamérica, convirtiéndose en una de las giras de la banda más extensas hasta entonces de casi un año de duración.

## Recepción

### Crítica
The Top estuvo mal considerado por la crítica, por algunos de los fanes de la banda, e incluso el propio Robert Smith, al que se le atribuyó la famosa frase: «Todo grupo tiene por lo menos un mal álbum, el nuestro es The Top». En suma, se consideró este álbum como un disco de transición dentro de la carrera de la banda.

### Posiciones y certificaciones
| Año  | Lista | Posición | Certificación  |
| ---- | ----- | -------- | -------------- |
| 1984 | UK    | 10       | Disco de plata |
| 1984 | USA   | 180      | —              |
| 1984 | AUS   | 55       | —              |
| 1984 | NZ    | 23       | —              |
| 1984 | SUE   | 31       | —              |

## Remasterización de 2006
El álbum se reeditó el 14 de agosto de 2006, tras la remasterización como parte de las series Deluxe de la discográfica Universal. La versión Deluxe del disco incluyó una versión remasterizada del LP original en el primer CD, y una colección de demos y canciones en vivo en el segundo.

## Listado de canciones

### Edición original 1984
| N.º | Título                 | Duración |  |
| 1.  | «Shake Dog Shake»      | 4:55     |  |
| 2.  | «Bird Mad Girl*»       | 4:05     |  |
| 3.  | «Wailing Wall»         | 5:17     |  |
| 4.  | «Give Me It»           | 3:42     |  |
| 5.  | «Dressing Up»          | 2:51     |  |
| 6.  | «The Caterpillar*»     | 3:40     |  |
| 7.  | «Piggy in the Mirror*» | 3:37     |  |
| 8.  | «The Empty World»      | 2:36     |  |
| 9.  | «Bananafishbones»      | 3:12     |  |
| 10. | «The Top»              | 6:50     |  |

| - Todas las canciones están compuestas por Robert Smith, excepto las que se marcan con (*), compuestas juntamente con Laurence Tolhurst. | - Música por The Cure: (Smith/Tolhurst/Anderson/Thornalley/Thompson). |

### Edición Remasterizada 2006
| The Top - Edición Deluxe 2CD |                        |          |  |
| N.º                          | Título                 | Duración |  |
| 1.                           | «Shake Dog Shake»      | 4:55     |  |
| 2.                           | «Bird Mad Girl*»       | 4:05     |  |
| 3.                           | «Wailing Wall»         | 5:17     |  |
| 4.                           | «Give Me It»           | 3:42     |  |
| 5.                           | «Dressing Up»          | 2:51     |  |
| 6.                           | «The Caterpillar*»     | 3:40     |  |
| 7.                           | «Piggy in the Mirror*» | 3:37     |  |
| 8.                           | «The Empty World»      | 2:36     |  |
| 9.                           | «Bananafishbones»      | 3:12     |  |
| 10.                          | «The Top»              | 6:50     |  |

- (*) Canciones escritas por Robert Smith y Laurence Tolhurst.

| Rarezas 1982-84 |                                                                                             |          |  |
| N.º             | Título                                                                                      | Duración |  |
| 1.              | «You Stayed...» (demo inédita casera de Robert Smith, 8/82)                                 | 2:21     |  |
| 2.              | «Ariel» (demo inédita casera de Robert Smith, 8/82)                                         | 2:58     |  |
| 3.              | «A Hand Inside My Mouth» (demo inédita de estudio, 8/83)                                    | 3:40     |  |
| 4.              | «Sadacic» (demo inédita de estudio de Robert Smith, 12/83)                                  | 4:17     |  |
| 5.              | «Shake Dog Shake» (demo inédita de estudio, 12/83)                                          | 4:56     |  |
| 6.              | «Piggy in the Mirror» (demo inédita de estudio, 12/83)                                      | 3:40     |  |
| 7.              | «Birdmad Girl» (demo inédita de estudio, 12/83)                                             | 3:36     |  |
| 8.              | «Give Me It» (demo inédita de estudio, 12/83)                                               | 3:43     |  |
| 9.              | «Throw Your Foot» (demo inédita de estudio, 12/83)                                          | 3:31     |  |
| 10.             | «Happy The Man» (demo inédita de estudio, 2/84)                                             | 2:46     |  |
| 11.             | «The Caterpillar» (demo inédita de estudio, 2/84)                                           | 4:17     |  |
| 12.             | «Dressing Up» (demo inédita de estudio, 2/84)                                               | 2:14     |  |
| 13.             | «Wailing Wall» (mezcla inédita alternativa de estudios Genetic)                             | 4:59     |  |
| 14.             | «The Empty World» (versión en vivo 'pirata' en Hammersmith Odeon, 5/84)                     | 2:47     |  |
| 15.             | «Bananafishbones» (versión en vivo 'pirata' en Hammersmith Odeon, 5/84)                     | 2:57     |  |
| 16.             | «The Top» (versión en vivo 'pirata' en Hammersmith Odeon, 5/84)                             | 7:13     |  |
| 17.             | «Forever (versión)» (versión en vivo 'pirata' en Zenith Paris contenida en Curiosity, 5/84) | 4:58     |  |

## Sencillos y lados B
| N.º | Título                                             | Duración |  |
| 1.  | «The Caterpillar» (publicado el 8 de mayo de 1984) | 3:40     |  |
| 2.  | «Happy the Man» (lado B)                           | 2:47     |  |
| 3.  | «Throw Your Foot» (lado B extra en la versión 12") | 3:33     |  |

## Créditos
| The Cure - Robert Smith - Voz, guitarra, bajo, teclados, órgano, flauta dulce, violín y armónica - Lol Tolhurst - Teclados - Andy Anderson (†) - Batería y percusión Músicos adicionales - Porl Thompson: saxofón (en los discos 1 y 2), teclados, guitarras (en las pistas en vivo del disco 2) - Phil Thornalley: bajo (en las pistas en vivo del disco 2) | Producción - Producido por: Dave Allen, Chris Parry, Robert Smith - Grabado en: Estudios Genetic, Garden y Trident - Publicado por: APB Music Ltd. - Ingenieros de sonido: Cave Allen, Howard Grey - Instrumentación: Robert Smith, Laurence Tolhurst - Cubierta: Parched Art (Porl Thompson y Andy Vella) - Agradecimientos: Jim Russell, Peter Griffiths, Toby Allington y Da Vinci. |